# Herzlberg
Herzlberg (Har Herzl = Hebreeuws: הר הרצל, ook Har HaZikaron = Hebreeuws: הר הזיכרון, letterlijk Herdenkingsberg) is de nationale begraafplaats van Israël, aan de westkant van Jeruzalem. De berg is vernoemd naar Theodor Herzl, de grondlegger van het moderne politieke zionisme. Herzls graf ligt op de top van de heuvel. Het Holocaustherdenkingsmonument Jad Wasjem ligt ten westen van de Herzlberg. Israëls oorlogsslachtoffers zijn er ook begraven. De Herzlberg bevindt zich op 834 meter boven de zeespiegel.

## Fotogalerij

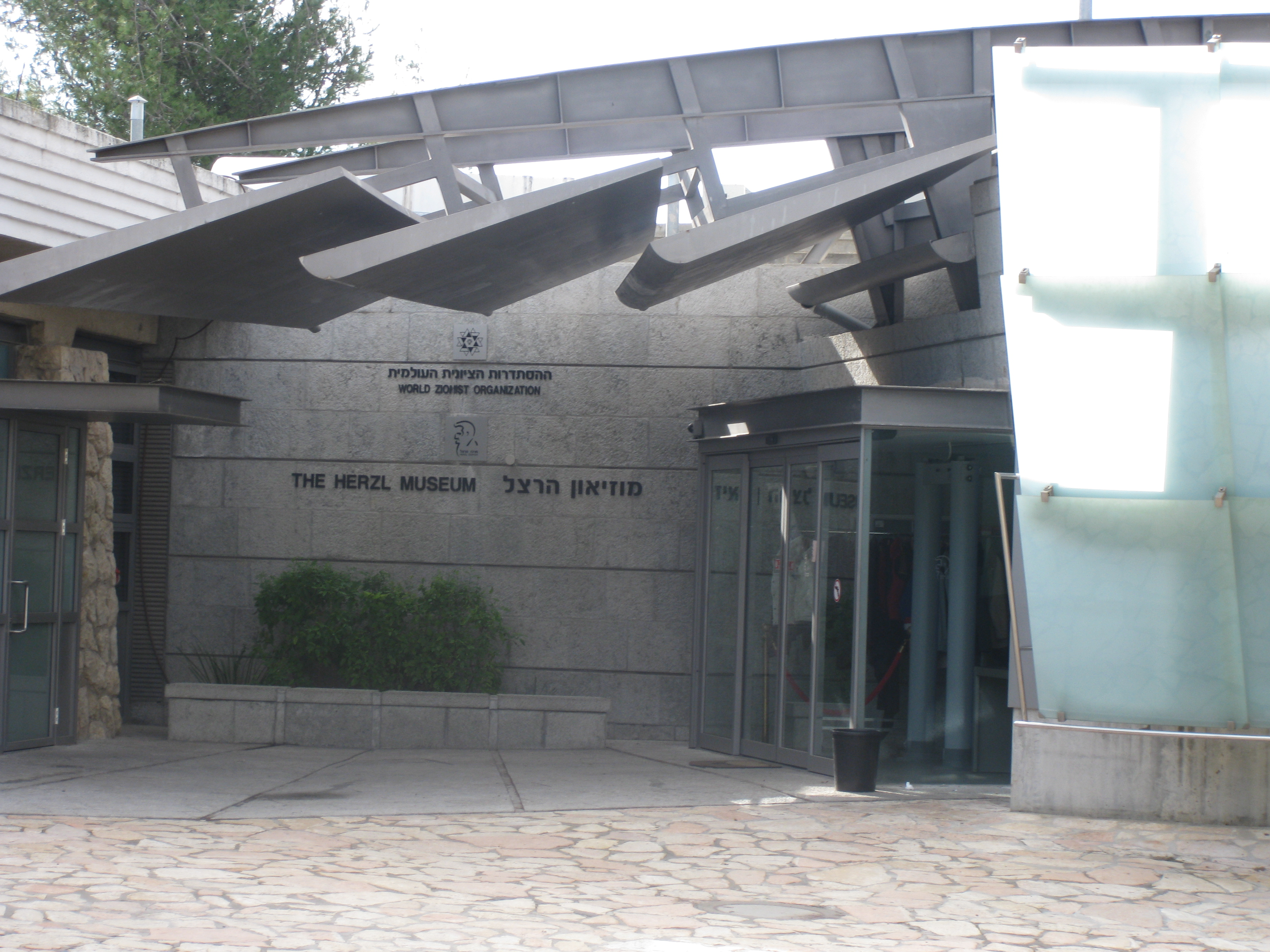
Herzl-Museum
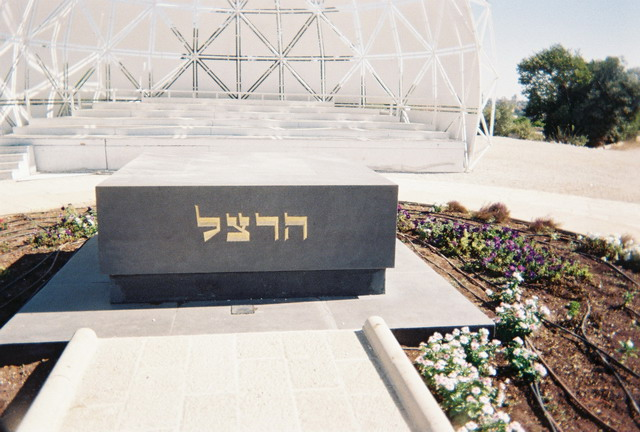
Graf van Herzl
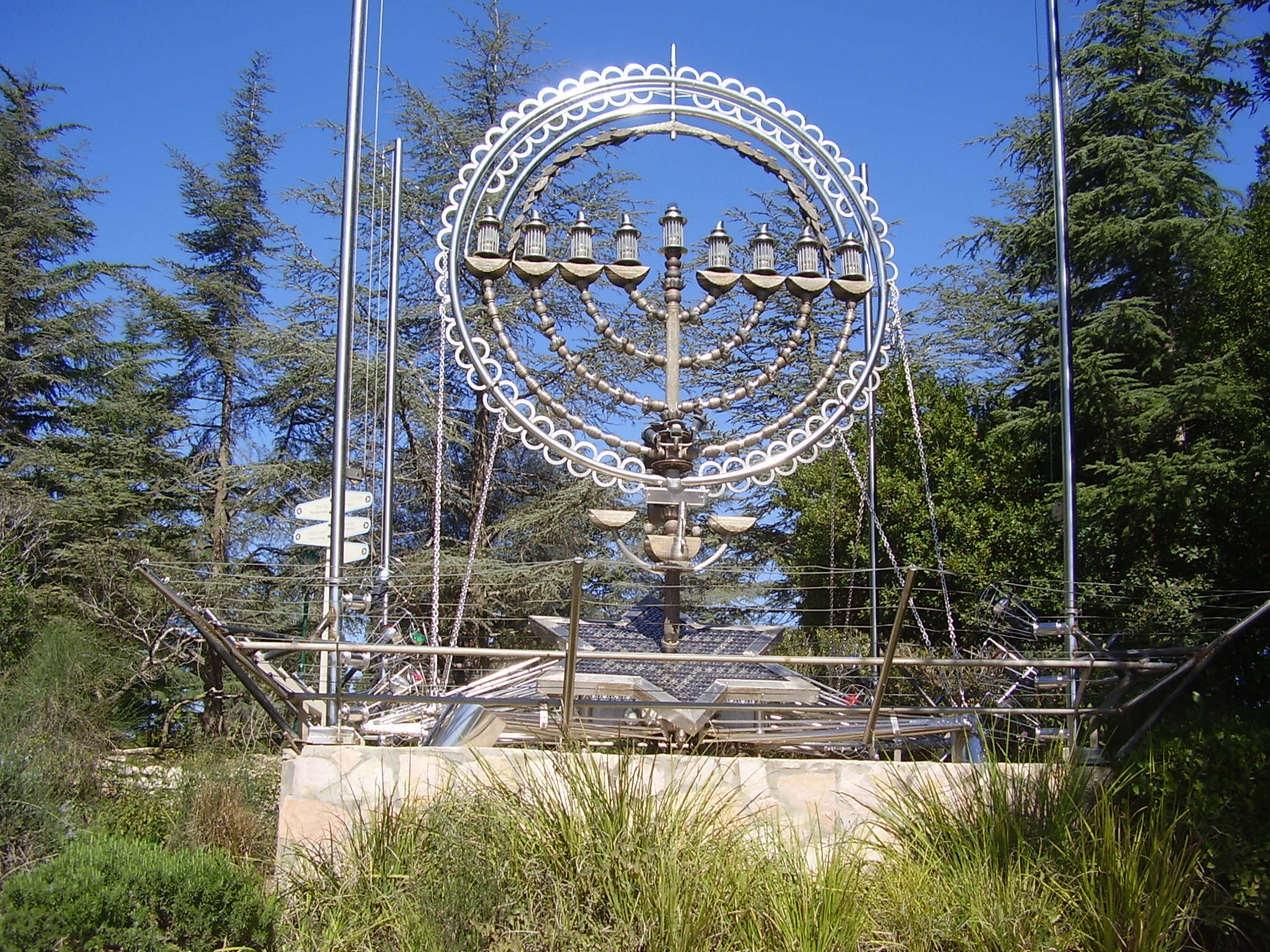
Menora
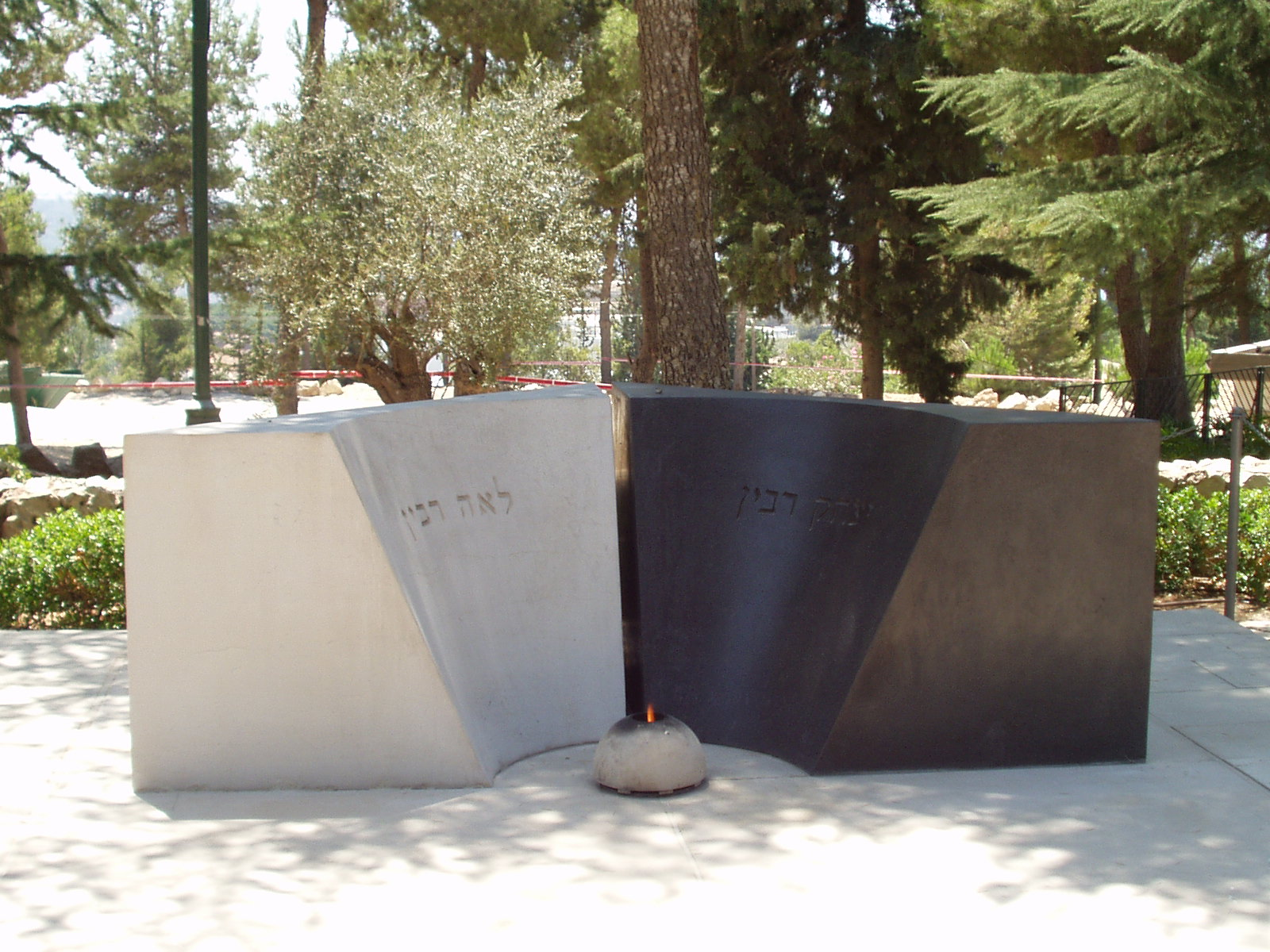
Graf van Lea (links) en Yitzhak Rabin (rechts)
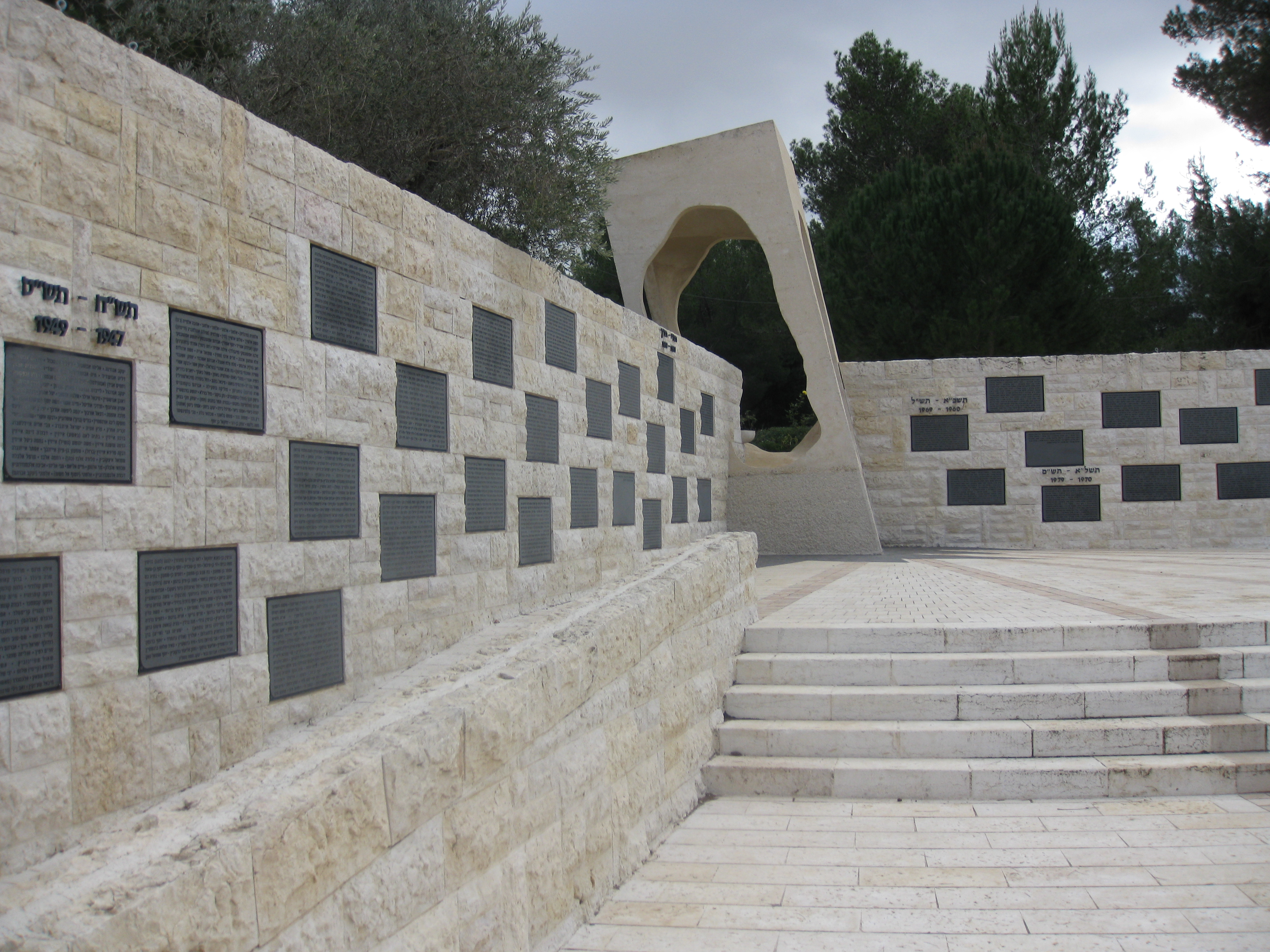
Monument voor de slachtoffers van terreurdaden in Israël
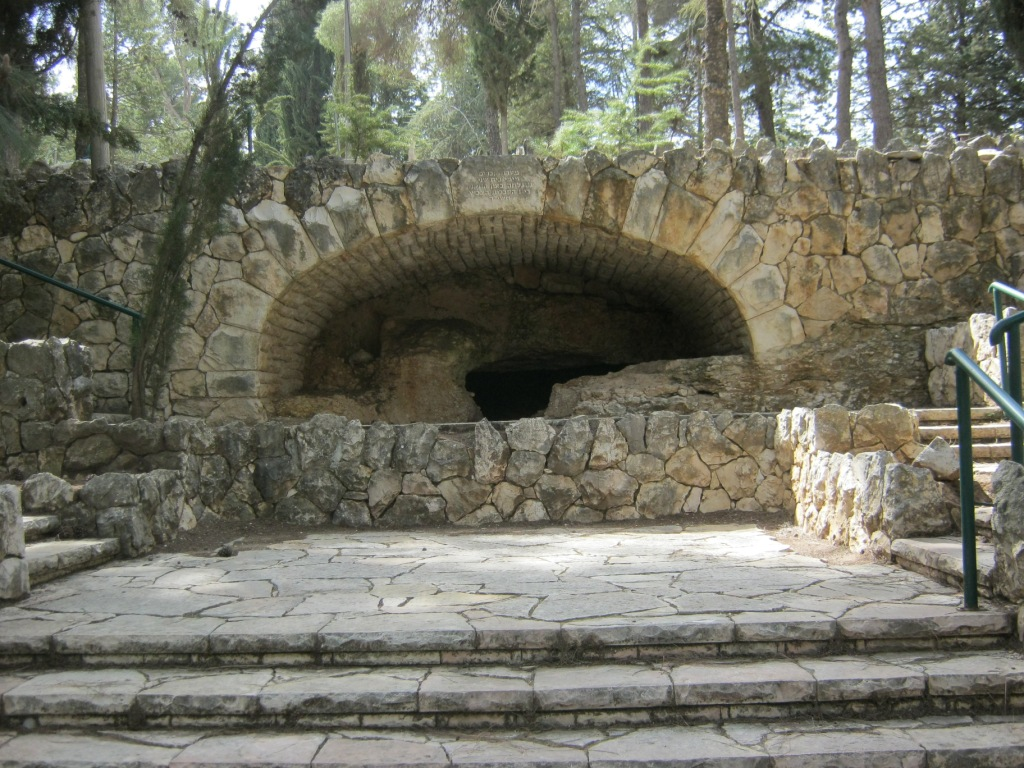
Graf uit de Tweede tempelperiode
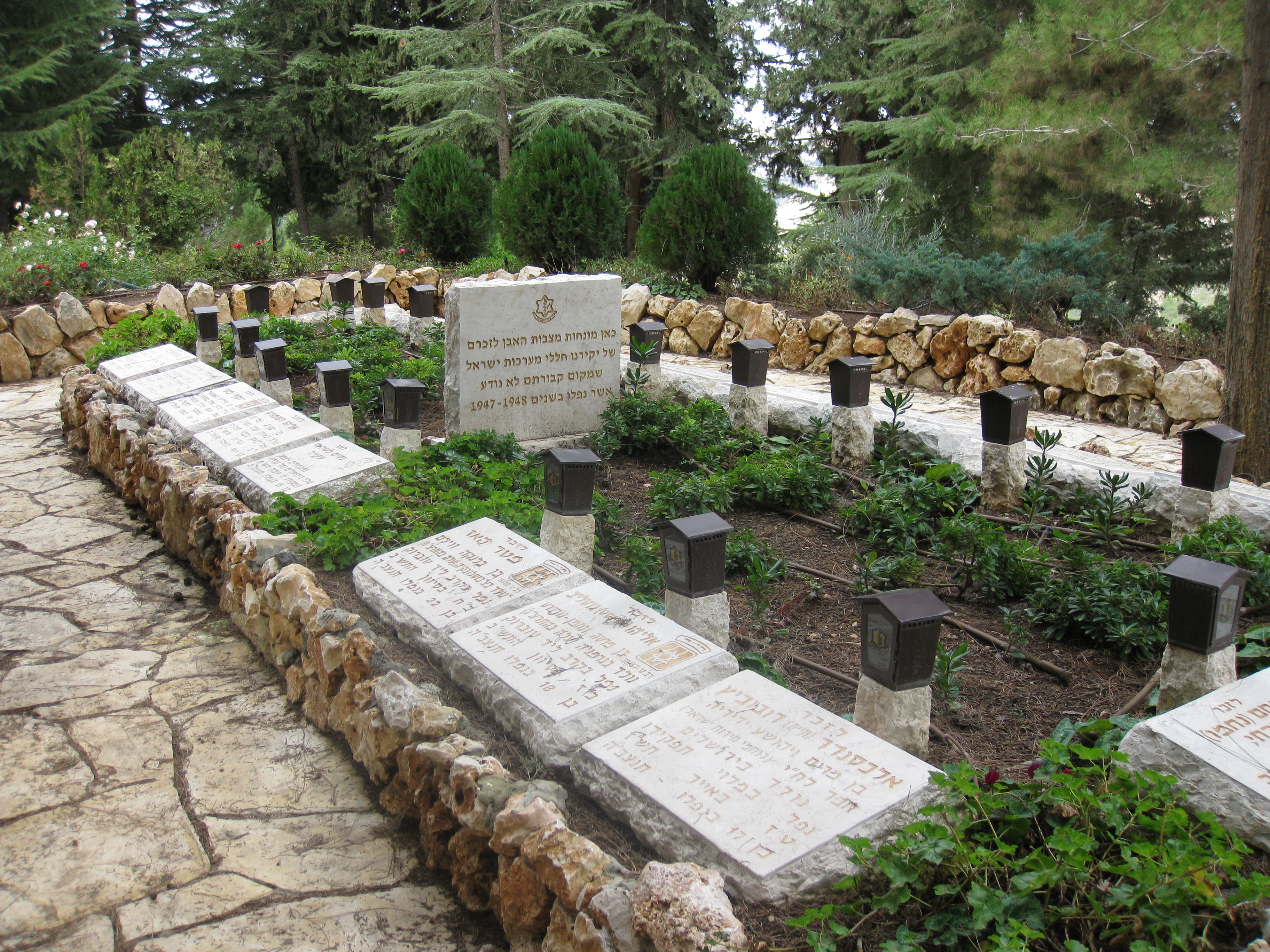
Tuin van vermiste soldaten
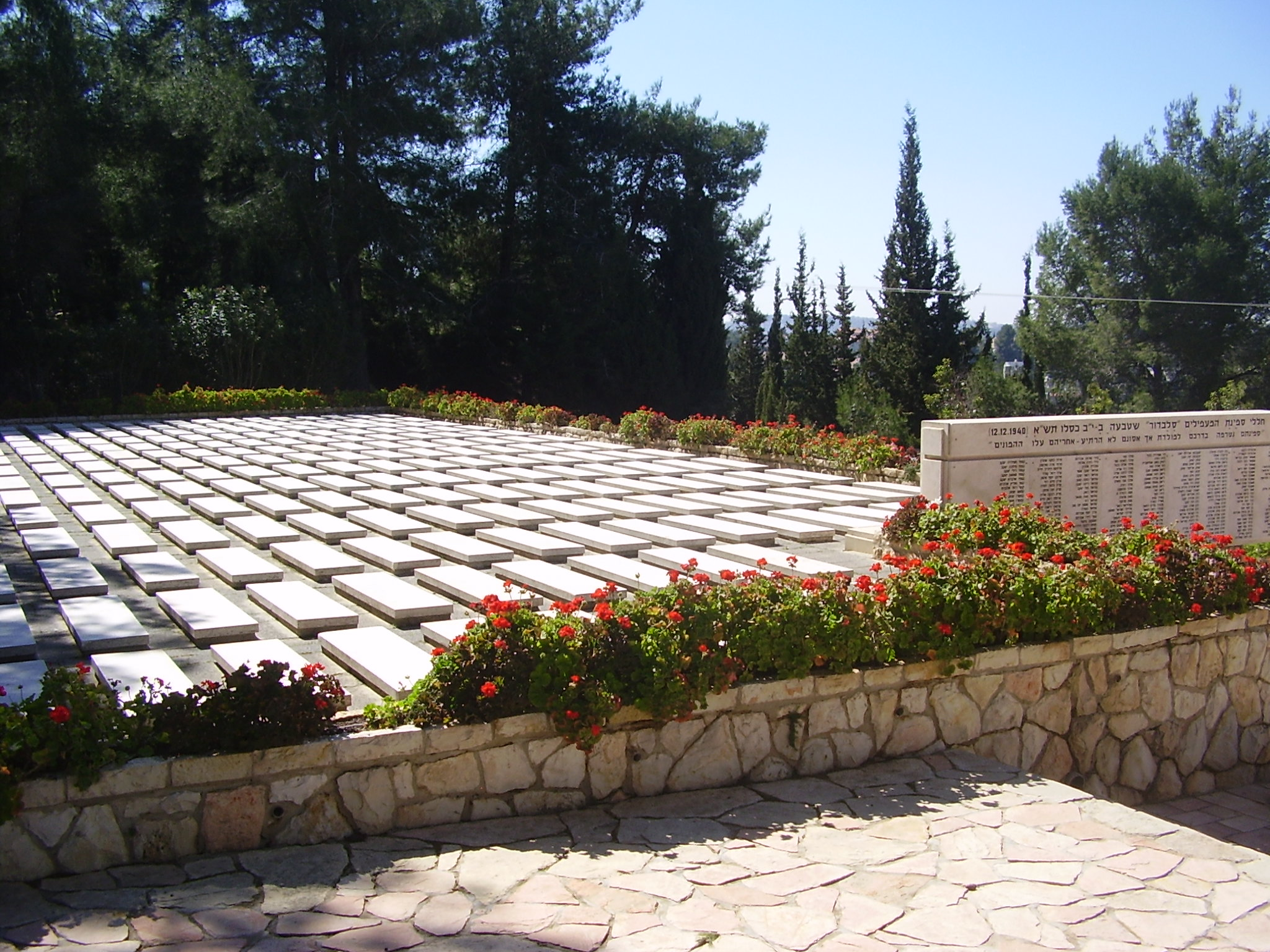
Graven van drenkelingen van de Salvador tijdens de Aliyah Bet